# Милиция Югославии
Мили́ция Социалисти́ческой Федерати́вной Респу́блики Югосла́вия (сербохорв. Милиција Социјалистичке Федеративне Републике Југославије, Milicija Socijalističke Federativne Republike Jugoslavije) — правоохранительный орган Югославии в 1944—1997 годах. Милиция находилась в подчинении Союзного секретариата внутренних дел СФРЮ (сербохорв. Савезни секретаријат унутрашњих послова СФРЈ, Savezni Sekretarijat unutrašnjih poslova SFRJ). Образована в ходе Народно-освободительной войны Югославии на территориях, контролируемых Народно-освободительной армией Югославии, в разное время называлась Партизанская стража, Крестьянская стража, Народная оборона и т.д. В 1944 году получила название Народная милиция, с 1966 года — Милиция СФРЮ.
В обязанности милиции входили защита жизни и личной свободы граждан, общественного и частного имущества, поддержание общественного порядка и мира, общественной безопасности, предотвращение нарушений общественного порядка, расследование уголовных дел и нейтрализация преступников, а также другие обязанности, предусмотренные законом СФРЮ. Милиция была вооружена качественным стрелковым оружием и оснащена новейшими техническими средствами и униформой. Организация милиции и деятельность её сотрудников соответствовала принципам общественного самоуправления. В отличие от Вооружённых сил, милиция была организована децентрализованно, по территориальному принципу. Структура милицейских формирований: отделение — участок — взвод — рота — батальон — отряд — бригада. Осуществлялось сотрудничество с Югославской народной армией и Военной полицией ЮНА, на случай войны милиция принимала обязанности Территориальной обороны

## История

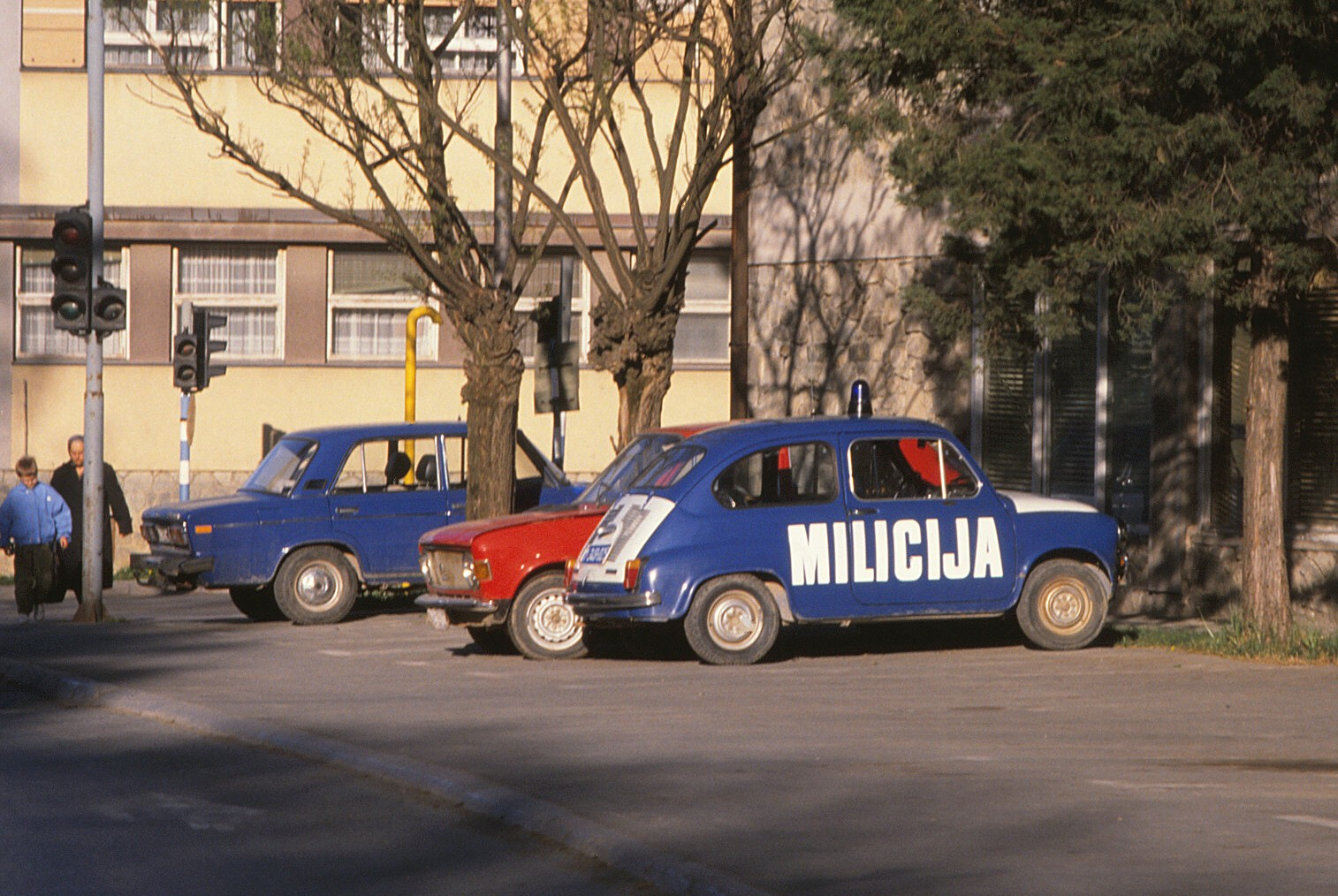
Автомобиль типа Zastava 750/850 на парковке, 1989 год

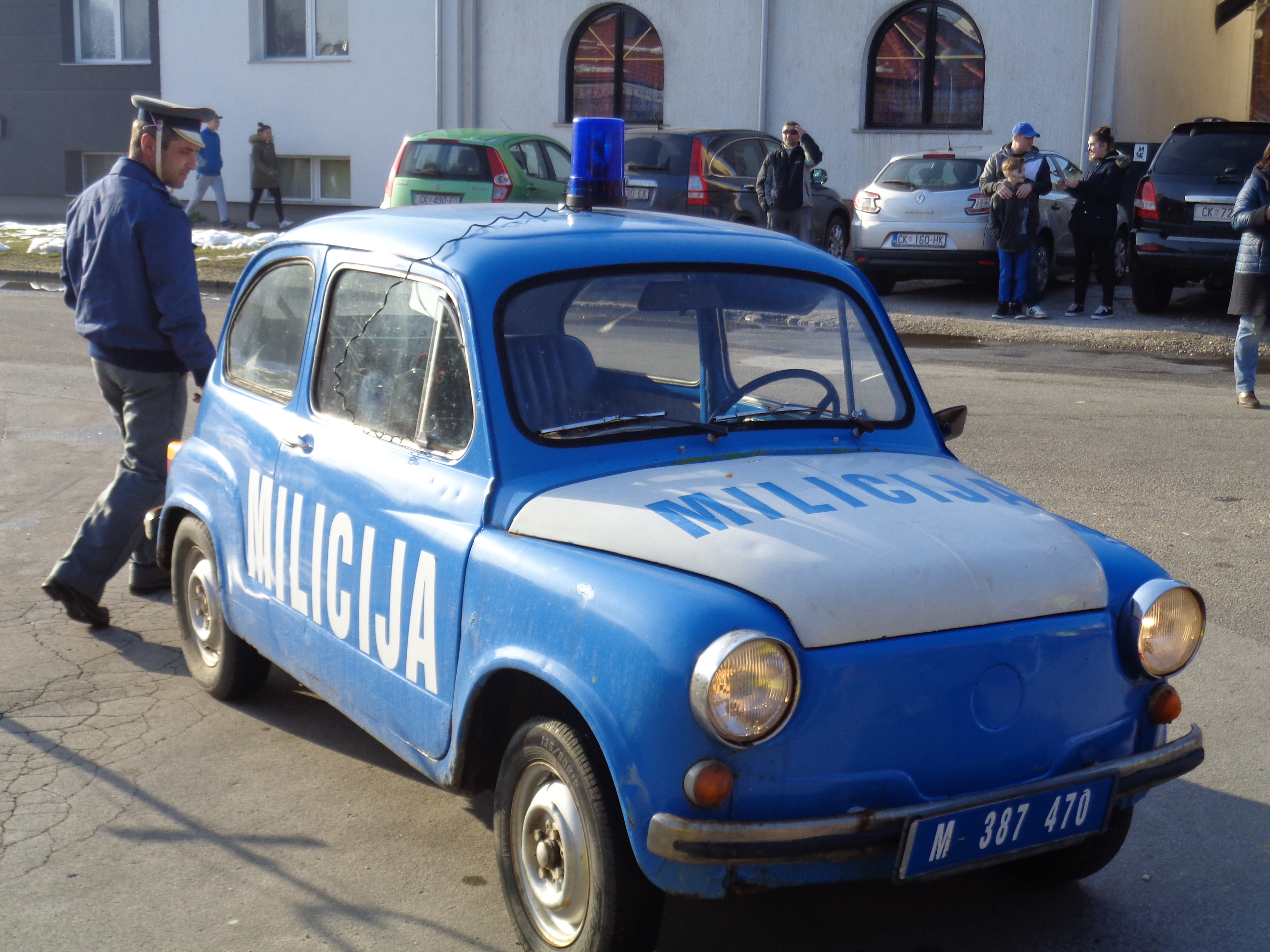
Zastava 750 югославской милиции, 2018 год, Меджимурье (Хорватия)

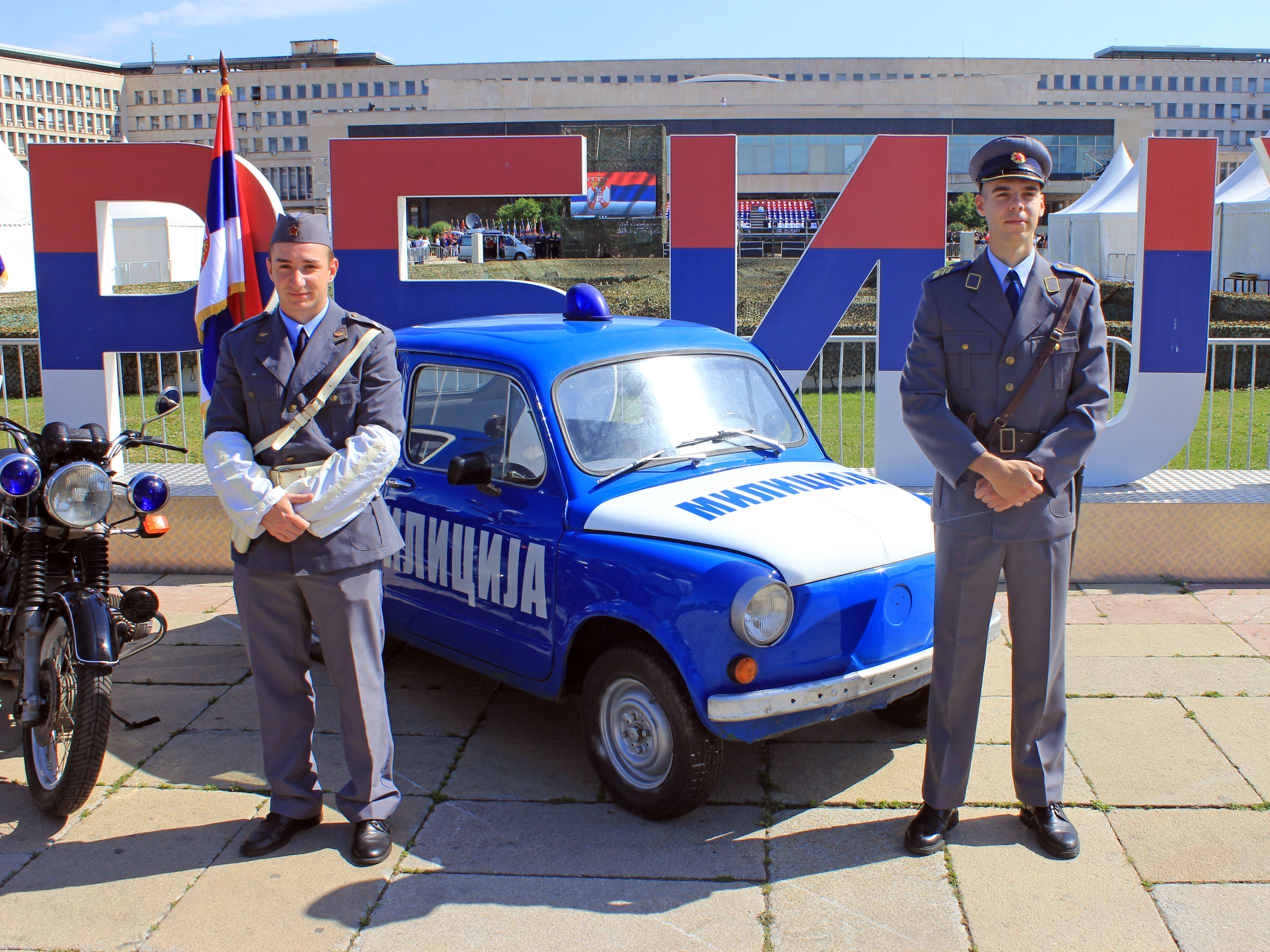
Автомобиль Zastava 750 югославской милиции и униформа югославских милиционеров. Реконструкция, 2020 год

13 мая 1944 года был образован Отдел по защите народа (ОЗНА), а в августе 1944 года был сформирован Корпус народной обороны Югославии, который представлял оперативные единицы ОЗНА. Вплоть до распада Югославии 13 мая в стране отмечался День безопасности. Обучение первых милиционеров началось сразу же после освобождения Белграда: изначально сотрудники милиции патрулировали улицы, несли охрану и работали проводниками, а цели и задачи им ставили сотрудники Корпуса народной обороны Югославии и командный состав Югославской армии. У милиционеров не было своей формы, единственным знаком различия была нашивка в виде флага Югославии со словами НМ на красной звезде.

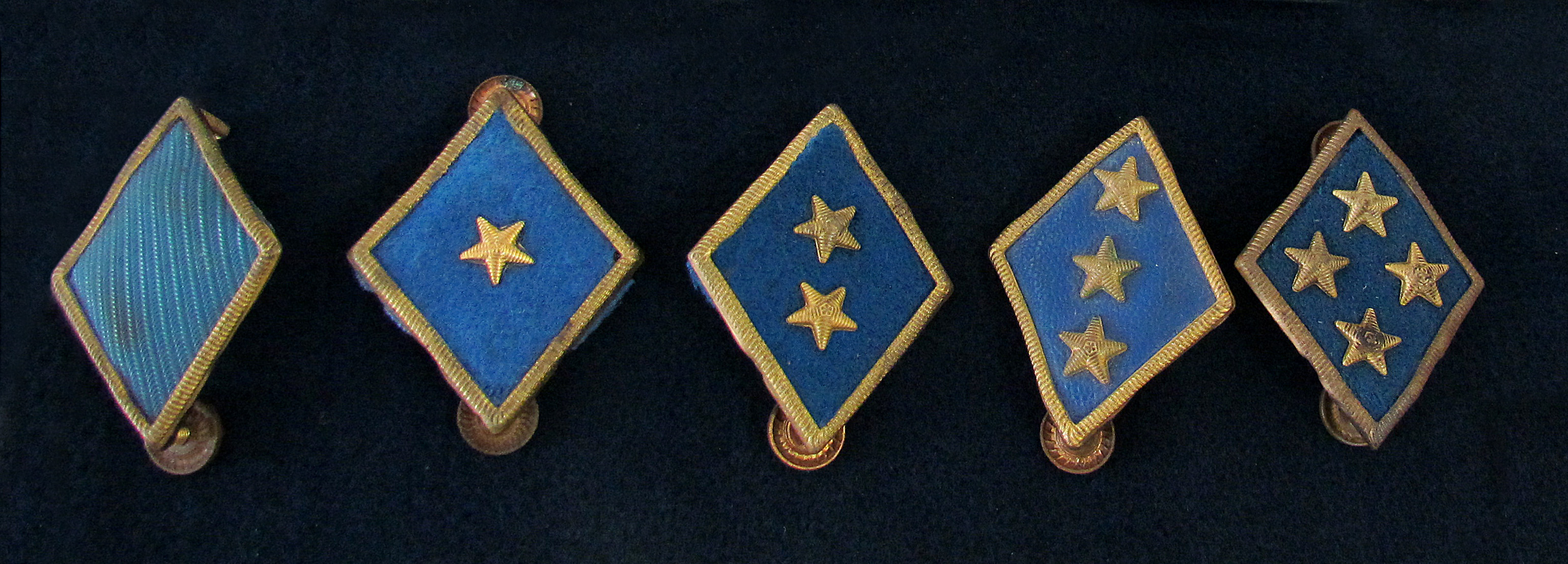
Знаки различия сотрудников югославской милиции

Согласно конституции ФНРЮ 1946 года, в ведении Всесоюзного министерства внутренних дел находились Управление народной милиции, Командование народной милиции, Управление общественной безопасности и Служба государственной безопасности. После перевода ОЗНА во Всесоюзное МВД была образована спецслужба УДБА. Была утверждена военная структура, единая форма и воинские звания. Конституционные реформы 1953 года означали формальное переименование министерств в секретариаты, и так появились Союзный секретариат внутренних дел и республиканские секретариаты внутренних дел. В ходе демилитаризации Союзного секретариата УДБА перестала быть военизированной частью, а оперативные части КНОЮ были расформированы, и их задачи легли на пограничников Югославской народной армии и Народную милицию. В Народной милиции изменилась система знаков различия, милиционерам разрешили носить гражданскую одежду вне службы, а служебные номера изображались на никелированной бумаге. Снаряжение и вооружение были разнообразными: милиционеры использовали как трофейное, так и поставленное по ленд-лизу снаряжение.
В 1956 году был принят первый Закон об органах внутренних дел в рамках децентрализации. Значительную часть внутренних дел передали в распоряжение автономных республик и административно-территориальных единиц. Принятые в 1963 году новые конституционные реформы и новый Основной закон о службе внутренних дел 1964 года продолжили процесс децентрализации, сформировав основные органы внутренних дел на основе общин. После Брионского пленума ЦК СКЮ 1966 года, на котором был отстранён от своей должности вице-президент и бывший министр внутренних дел Александр Ранкович, был принят очередной Основной закон о внутренних делах, что привело к разбиению всей единой системы государственной безопасности СФРЮ. Отныне внутренними делами занимались Служба общественной безопасности и Служба государственной безопасности. В первую входили Народная милиция, службы борьбы против преступности, безопасности транспорта и охраны границ. Народная милиция стала называться просто Милицией, а после серии кадровых перестановок и организационных перемен милиция вошла в состав Службы общественной безопасности. Были отменены звания и введены знаки различия, которые в принципе имели соответствия каким-то званиям, но означали именно конкретный список обязанностей, которые возлагались на того или иного сотрудника.
После поправок в Конституцию от 1971 года, принятия Конституции 1974 года и новых законов процесс децентрализации милиции прекратился. Оснащением и вооружением занялись республиканские и краевые секретариаты. На основе краевых законов работали органы САК Воеводины и САК Косова, хотя оба края были в составе СР Сербии. В отличие от других служб безопасности, в зону ответственности которых входили только республики и края, службы общественной безопасности действовали в концепции общественной самообороны и фрагментированной системы безопасности. По сути, отношения между союзным, республиканскими и краевыми ведомствами МВД были основаны на принципах договоров, содействия и сотрудничества в работе, а не на иерархических принципах с субординацией. Такая децентрализованная система с непрофессиональными элементами в 1972 году показала всю свою слабость, когда на территорию СФРЮ проникла усташская диверсионная Бугойнская группа. В связи с этим в 1972, 1977 и 1979 годах были приняты законы об образовании военизированных милицейских оперативных групп и первых антитеррористических отрядов МВД Югославии. В связи с этим были отменены знаки различия, соответствующие функциям и обязанностям, и восстановлены звания.
Различия в финансировании и децентрализация привели к большим различиям в организации югославской милиции и органов МВД. На союзном уровне существовал Союзный секретариат внутренних дел. На республиканском и краевом уровнях были, соответственно, республиканские и краевые секретариаты внутренних дел. На региональном уровне (зависело от того, республика это или край) были разные органы: Секретариат внутренних дел, Объединённый секретариат внутренних дел, Межобщинский секретариат внутренних дел, Центр общественной безопасности и Центр безопасности. На общинном уровне в зависимости от величины общины были Отделение внутренних дел, Милицейский участок, Отделение милиции и т.д.

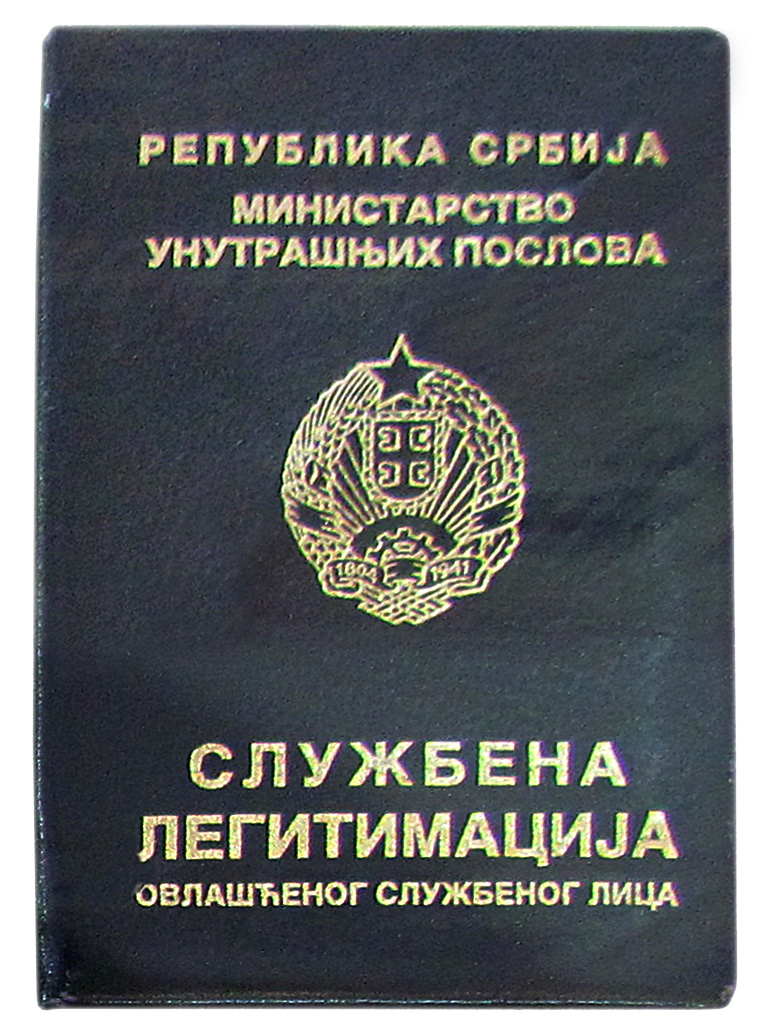
Служебное удостоверение сотрудника МВД Сербии (1990-1995)

В результате распада Югославии в 1991—1997 годах и начала гражданской войны единая милиция СФРЮ прекратила своё существование и в каждой из бывших югославских республик были созданы собственные полицейские силы. Собственно правопреемником югославской милиции в современной Сербии считается полиция Сербии, которую окончательно создали в 1997 году.

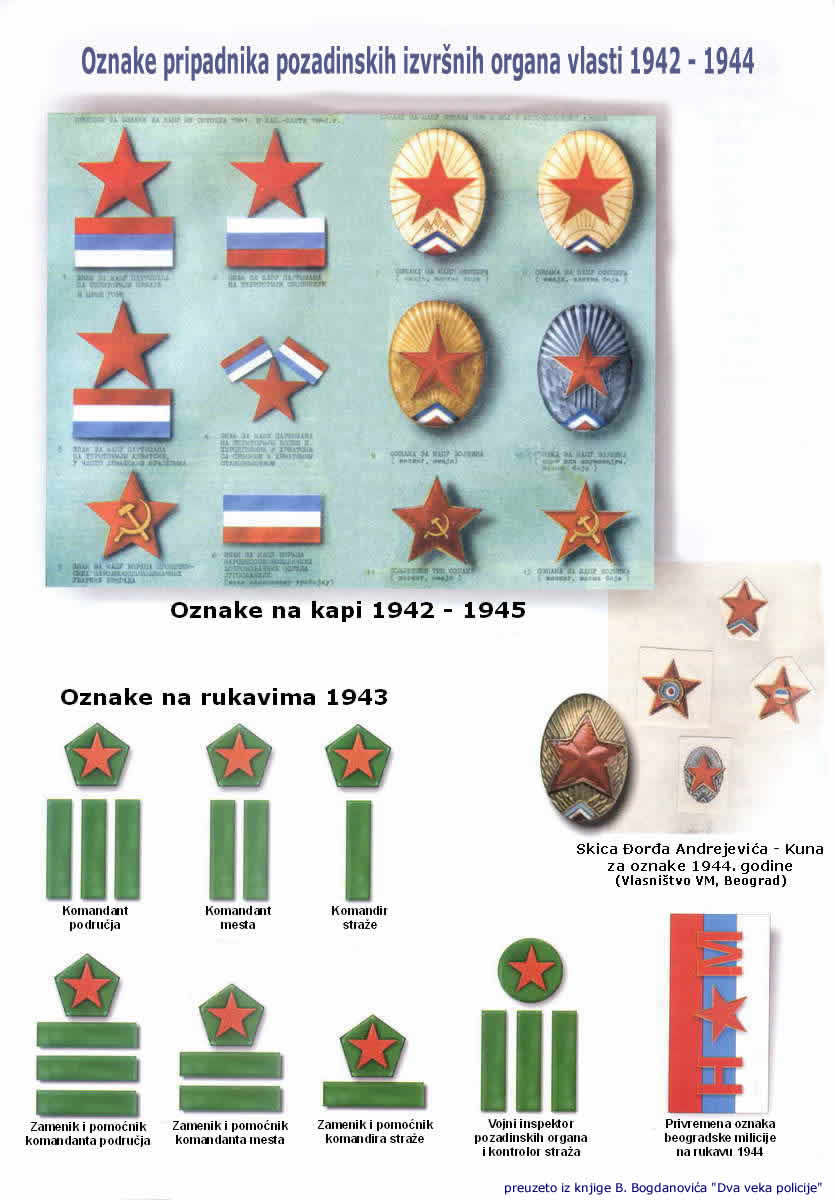
Звания сотрудников югославской милиции (1942-1944)
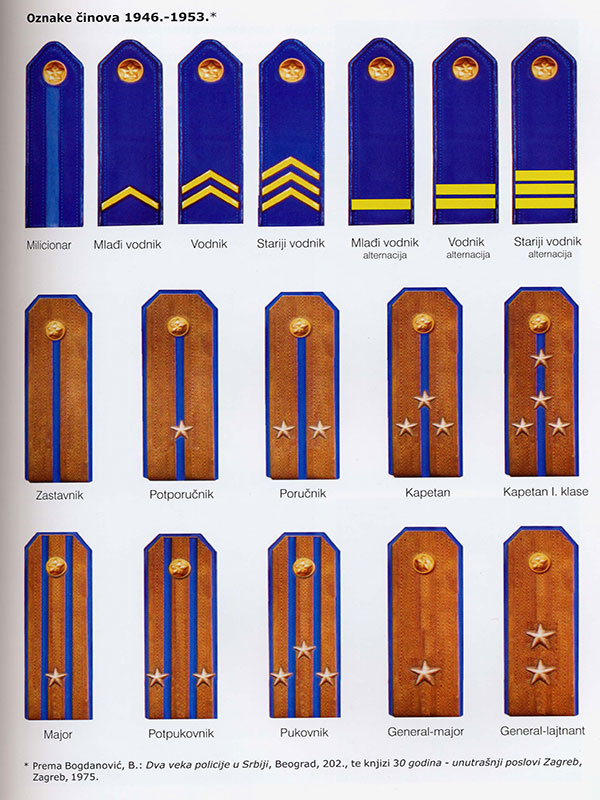
Звания сотрудников югославской милиции (1946-1953)
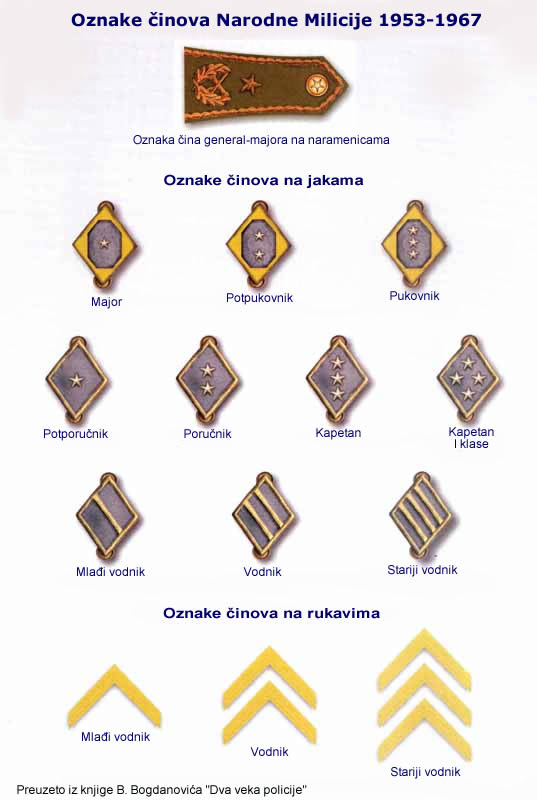
Звания сотрудников югославской милиции (1953-1967)
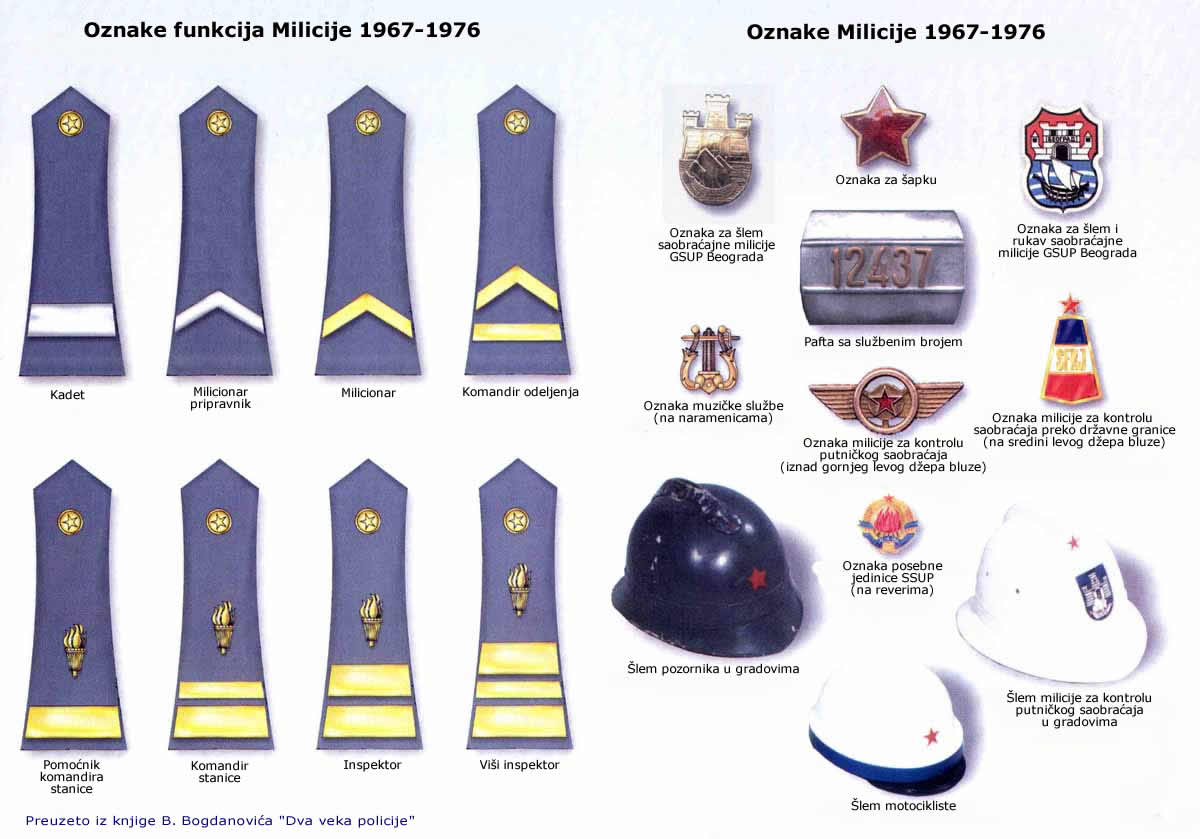
Звания сотрудников югославской милиции (1967-1976)
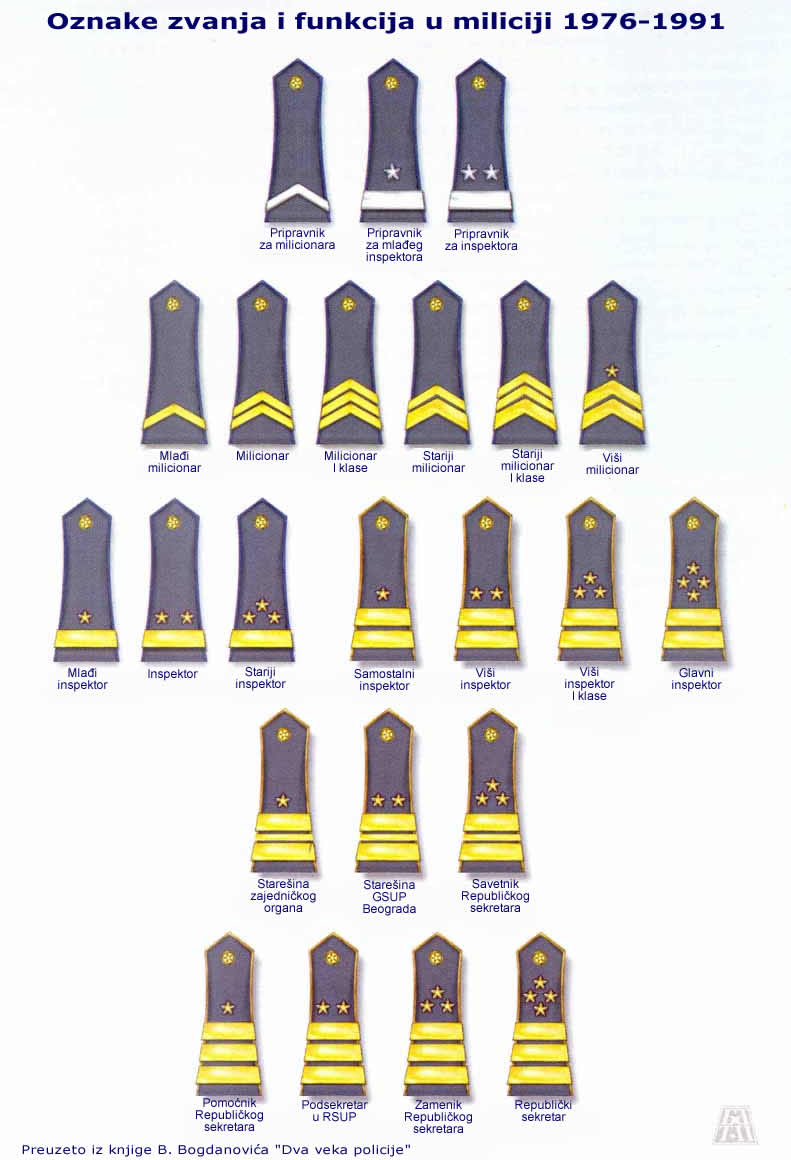
Звания сотрудников югославской милиции (1976-1991)